# Andrachne aspera
Andrachne aspera är en emblikaväxtart som beskrevs av Spreng.. Andrachne aspera ingår i släktet Andrachne och familjen emblikaväxter. Inga underarter finns listade i Catalogue of Life.